# 히비스커스차

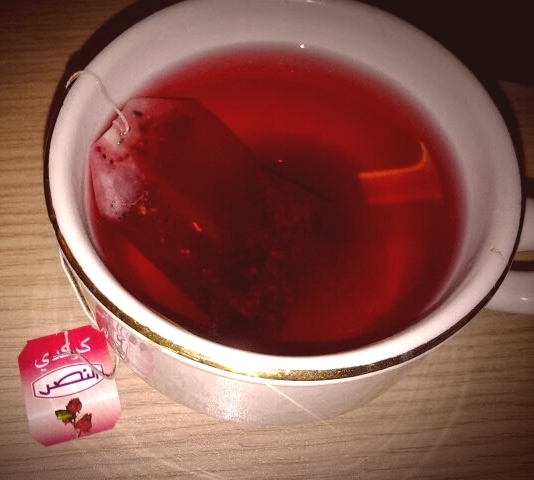

히비스커스차는 로젤(Hibiscus sabdariffa) 꽃의 진홍색 또는 짙은 자홍색 꽃받침(꽃받침)으로 만든 허브차이다. 이 음료는 뜨겁고 차갑게 소비된다. 시큼하고 크랜베리 같은 풍미가 있다.

## 소비

### 아프리카
차를 만드는 데 사용되는 로젤 히비스커스는 아프리카에서 유래했을 가능성이 높다. 아프리카에서 히비스커스 차는 일반적으로 시장에서 판매되며 말린 꽃은 서부 및 동부 아프리카 전역에서 찾을 수 있다. 음료의 변형은 서 아프리카와 중앙 아프리카 일부 지역에서 인기가 있다. 세네갈에서 비삽은 "세네갈의 국민 음료"로 알려져 있다. 히비스커스 차는 종종 서아프리카에서 민트나 생강으로 맛을 낸다. 가나에서는 "소볼로", 나이지리아에서는 "조보"로 알려져 있다.
카르카데(Karkadé)는 뜨겁거나 얼음과 함께 차갑게 제공된다. 북아프리카의 일부 지역, 특히 이집트와 수단에서 소비된다. 이집트와 수단에서는 전통적으로 결혼 축하 행사에 히비스커스 차 한 잔을 곁들여 건배한다. 카이로 중심부의 전형적인 거리에는 많은 노점상과 노천 카페에서 음료를 판매한다.
수단에서 사람들은 많은 건강 상태를 치료하기 위해 민간 요법에서 히비스커스 차 또는 카르카데를 사용한다. 수단의 표본을 연구한 제약 연구원들은 그 효능이 면역 반응을 높이고 염증, 당뇨병, 암 및 바이러스 감염과 싸울 수 있는 화학 물질인 안토시나닌과 관련이 있을 수 있다고 이야기했다. 차드에서도 마신다.

### 미주
아구아 데 자메이카(Agua de Jamaica) 및 로사 데 자메이카(rosa de Jamaica)라고도 하는 아구아 데 플로르 데 자메이카(Agua de flor de Jamaica)는 멕시코, 중앙 아메리카, 남미 및 카리브해 일부 지역에서 인기가 있다. 이 음료는 일반적으로 신선한 주스 또는 추출물로 만든 저렴한 음료인 몇 가지 일반적인 아과스 프레스카스(aguas frescas) 중 하나이다. 자메이카 및 기타 아과스 프레스카스는 일반적으로 타케리아스(taquerias) 또는 기타 멕시코 레스토랑에서 볼 수 있다. 이 음료는 일반적으로 꽃받침을 끓는 물에 담그고 혼합물을 긴장시키고 꽃받침을 누르고 (모든 주스를 짜내기 위해) 설탕을 넣고 저어 준비한다. 차갑게 제공되며 자메이카에서는 과일 케이크 또는 고구마 푸딩과 함께 제공되는 크리스마스 전통 음료이다.
파나마에서는 꽃과 술을 모두 사릴(saril, 영어 sorrel에서 유래)이라고 한다. 다진 생강, 설탕, 정향, 계피, 육두구와 함께 꽃받침을 따서 끓여서 준비한다. 특히 파나마 시티와 대부분의 파나마 카리브해 연안에서 파나마 문화에 강한 서인도 영향을 미치기 때문에 전통적으로 크리스마스와 구정 즈음에 술을 마신다.
영어를 사용하는 카리브해에서는 소렐(sorrel)이라고 하는 음료가 꽃받침으로 만들어지며 크리스마스 축하의 필수적인 부분으로 간주된다. 트리니다드 토바고 양조장인 캐리비안 디밸롭먼트 컴퍼니(Caribbean Development Company)는 차가 맥주와 결합된 소렐 섄디(Sorrel Shandy)를 생산한다.
미국의 소울 푸드 요리에서 히비스커스 차는 서아프리카와 관련된 "레드 드링크"(red drink) 범주에 포함되며 일반적으로 소울 푸드 레스토랑과 아프리카계 미국인 사교 행사에서 제공된다.

### 동남아시아
태국에서 가장 일반적으로 로젤은 차가운 음료로 준비되며, 달게 한 과일 주스와 유사하게 설탕을 많이 넣고 얼음 위에 붓는다. 얼음과 달콤한 '그라제브'(grajeab)로 채워진 비닐봉지는 대부분의 학교 외부와 지역 시장에서 찾을 수 있다. 이것은 덜 일반적으로 와인으로 만들어지며 때로는 중국 찻잎과 결합하여 중량 기준 4:1(중국 차 1/5)의 비율로 만들어진다. 음료는 말레이시아, 캄보디아 및 인도네시아에서도 소비된다.

### 유럽
이탈리아에서는 카르카데(carcadè, karkadè)로 알려진 히비스커스 차를 일반적으로 설탕과 레몬 주스를 첨가하여 뜨겁게 마신다. 에리트레아(Eritrea)에서 처음 도입되어 아비시니아(Abyssinia) 침공으로 무역 제재를 받았을 때 차 대용으로 널리 사용되었다. 다른 유럽 국가에서는 종종 혼합 허브차의 성분으로 사용되며(특히 말바 꽃이나 로즈힙을 혼합하여 색상을 향상시킴) 인식된 것보다 더 일반적으로 사용된다.

## 연구
리뷰에 따르면 히비스커스차 섭취가 고혈압 환자의 혈압을 적당히 낮추는 것으로 나타났다. 히비스커스 차는 일반적으로 내약성이 좋았고 저용량에서는 간이나 신장 기능에 악영향을 미치지 않았지만 고용량에서는 간독성이 있을 수 있다.